# Luciano e Marciano
Luciano e Marciano sono una coppia di martiri cristiani, vittime a Nicomedia della persecuzione di Decio sotto il proconsole Sabino.

## Biografia
I loro nomi sono ricordati al 26 ottobre in diversi manoscritti antichi del Martirologio geronimiano insieme a quelli di Eraclide, Floro, Tito e un altro Floro. Ignorati dai martirologi di Beda e Usuardo, i nomi di Luciano, Marciano e Floro compaiono nel martirologio di Floro, che li dice arsi sul rogo al tempo del proconsole Sabino. I nomi di Luciano e Marciano furono inseriti nel Martirologio romano da Cesare Baronio.
Le circostanze del martirio di Luciano e Marciano sono narrate in una passio latina (derivata da un originale greco perduto), pubblicata ad Amsterdam nel 1713, e da una passio siriaca pubblicata a Roma nel 1748. Secondo entrambe le fonti, erano maghi e furono convertiti al cristianesimo da una vergine: furono condannati al rogo dal proconsole Sabino durante le persecuzioni di Decio e vennero uccisi un 26 ottobre.

## Il culto
Sono patroni della città e della diocesi di Vic, dove sono ritenuti martiri locali e dove si conservano le loro reliquie, ritrovate nel 1050 (l'invenzione delle reliquie a Vic è commemorata il 1º aprile).
Il loro elogio si legge nel Martirologio romano al 26 ottobre.